# Eumolpianus wallowensis
Eumolpianus wallowensis är en loppart som först beskrevs av Hubbard 1950.  Eumolpianus wallowensis ingår i släktet Eumolpianus och familjen fågelloppor. Inga underarter finns listade i Catalogue of Life.